# Lien Te-an
Lien Te-An (en chinois : 連德安; pinyin: Lián Dé Ān; né le 29 octobre 1994 à Taiwan) est un lugeur taïwanais.
Il termine 38e de l'épreuve de luge lors des Jeux olympiques d'hiver de 2018. 